# Яєчник
Яє́чник (лат. ovarium) — жіноча статева залоза ряду тварин (в тому числі людини). У яєчнику відбувається розвиток яйцеклітини, а також утворюються статеві гормони — естрогени та прогестерон. Будова яєчників досить різноманітна. Яєчник утворюється з ектодерми або ентодерми (у кишковопорожнинних) і з мезодерми (в інших типів тварин).

## У людини
Яєчники — парні жіночі статеві залози. Розташовуються в окремому заглибленні очеревини і прикріплюються до задньої стінки очеревини широкою зв'язкою. Яєчник має плоску і овальну форму, розміри становлять 2,5-3 у довжину, 1,5-2 см у ширину, 1 см у товщину, а важить близько 7 г.
У яєчнику розрізняють два кінці: верхній, дещо закруглений і спрямований до маткової труби, називається трубним (extremitas tubaria), а нижній, більш загострений — матковим (extremitas uterina), він з'єднаний з маткою власною зв'язкою яєчника (lig. ovarii proprium). Окрім того, в ньому виділяють дві поверхні: бокову (facies lateralis) і серединну (facies medialis), відділені одна від однієї краями. Задній опуклий край називається вільним (margo liber), передній прямий — брижовим (margo mesovaricus), він кріпиться до бриж яєчника (mesovarium). На брижовому краї розташовані ворота яєчника (hilus ovarii), у цьому місці в яєчник входять судини і нерви.
Основний шар яєчника — кіркова речовина (cortex ovarii), що охоплює внутрішній шар — мозкову речовину (medulla ovarii). У кірковому шарі містяться фолікули, в яких є яйцеклітини. У мозковому шарі, що складається з більш м'якої сполучної тканини, є численні кровоносні і лімфатичні судини, нерви.
До яєчників примикають бахромки маткових труб (fimbriae tubae), 1-1,5 см завдовжки. Найдовша з бахромок, що сягає довжини 2-3 см, часто розташовується по зовнішньому краю яєчника й називається яєчниковою (fimbria ovarica). Між бахромками розташований черевний чи дистальний отвір труби (ostium abdominale tubae).
Яєчник отримує живлення з яєчникової артерії (a. ovarica) і яєчникової гілки маткової артерії (r. ovaricus). Кров відтікає від яєчника по яєчниковій вені (v. ovarica).
Маткові труби, яєчники і зв'язки матки називають придатками матки (adnexa uteri).
Нормальному, типовому розташуванню внутрішніх статевих органів сприяють власний тонус статевих органів, узгоджена діяльність діафрагми, черевного пресу і тазового дна, а також зв'язковий апарат матки.

## В інших тварин
Серед безхребетних — у губок, нижчих кишковопорожнинних тварин і безкишкових війчастих червів яєчник є тимчасовим скупчення статевих клітин, у розвинених вище тварин яєчники стають відокремленими органами. У багатьох безхребетних (червів, комах) яєчник є трубчастим або мішкоподібним органом (яйцеклітини розвиваються в його стінці); у хребетних тварин яєчник не має порожнини. У птахів під час зародкового розвитку яєчник виникає як парний орган, проте функціонує лише лівий яєчник (правий редукується). У деяких примитивних істот (наприклад, у безщелепних) яєчник лише один, утворений злиттям парних органів ще в ембріонах.
У ссавців яєчник парний, здебільшого овальної форми, розміщений у перитонеальній порожнині. Ззовні яєчник покритий, так званим, поверхневим епітелієм, під яким розташованна фолікулярна зона; в ній розрізняють фолікули, жовті тіла та інтерстиціальні, або зернисті, клітини (з внутр. секрецією). У фолікулах яйцеклітина проходить усі стадії росту. Внутрішня, так звана, мозкова, речовина яєчника — пухка сполучна тканина, багата на кровоносні та лімфатичні судини та нерви. З віком яєчник атрофується.

## Порушення
Запалення яєчників — оофорит, одночасне запалення яєчників і маткових труб відоме під загальною назвою сальпінгоофорит (аднексит).
Кіста яєчника — виникає в результаті затримки і підвищеної секреції рідини. Найчастіше кісти формуються в самому яєчнику (кіста жовтого тіла, фолікулярна кіста), рідше в придатку, розташованому над яєчником (параоваріальні кісти).